# Ernest Fenollosa Ten
Ernest Fenollosa Ten (la Vall d'Uixó, 6 de març de 1948) és un economista i polític valencià, fill d'Ernest Fenollosa Alcaide.

## Trajectòria
Llicenciat en ciències econòmiques i membre de la comissió executiva del PSPV-PSOE, fou elegit regidor de la vall d'Uixó a les eleccions municipals espanyoles de 1983 i alcalde a les eleccions municipals espanyoles de 1991. Simultàniament fou elegit diputat a les eleccions a les Corts Valencianes de 1983, escó que revalidà a les eleccions de 1987, 1991 i 1995. Ha estat president de la Comissió d'Economia, Pressupostos i Hisenda de les Corts Valencianes.
En 1987 fou nomenat membre de la Comissió Executiva Nacional del PSPV-PSOE, i de 1991 a 1995 en fou secretari executiu. Es va presentar a les primàries del seu partit per postular-se com a candidat a la presidència de la Generalitat Valenciana a les eleccions a les Corts Valencianes de 1999 però finalment fou derrotat per Antoni Asunción. El mateix any també va optar per la secretaria general del PSPV-PSOE, però finalment es va imposar Joan Ignasi Pla i Durà.